# A reformáció emlékéve
A reformáció emlékévét 2017-ben tartották, a reformáció kezdetének 500. évfordulója tiszteletére.

## A reformáció kezdete
A világ fejlődésének több fontos tényezője, egymással szoros együtthatásban indította be ezt a folyamatot. Ilyen tényezők voltak a könyvnyomtatás feltalálása, a nagy földrajzi felfedezések, a világnézet bővülése, de mindennél fontosabb volt a tudományok és művészetek 15. századi újjáéledése. Az egyházi reformok igényét a középkori eretnekmozgalmak és a koldulórendek alapítása már korán jelezte. Fontos szerepet játszott a folyamatban a konstanzi és a bázeli egyetemes zsinat, amelyeken a katolikus egyház főpapjai és hittudósai erélyesen kiálltak az egyház megreformálásának fontossága mellett. A John Wycliffe és Husz János által hirdetett vallásjavítási tanok szintén igen nagy hatással voltak a vallásos alapeszmék átalakítására.
Luther Márton Ágoston-rendi szerzetes 1517. október 31-én Wittenbergben a hagyomány szerint kiszögezte a vártemplom kapujára, 95 pontból álló vitairatát, amelyben közhírré tette saját álláspontját, hitet téve az egyedül hit általi üdvözülés tana mellett, és elítélve a búcsúcédulák (feloldozó levelek) árusítását. A kitűzés időpontján és tényén is tudósok évszázadok óta vitatkoznak, de mindig előkerül valamilyen ellenkező adat. A tételeknek rendkívüli hatásuk volt: futótűzként terjedtek a Német-római Birodalomban, és számtalan hívet szereztek maguknak.
Ezzel egy időben Ulrich Zwingli, majd Kálvin János Svájcban is elindította új, független vallási mozgalmát. E mozgalmak tagjait a pápasággal szembeni tiltakozás („protestálás”) miatt protestánsoknak nevezték, a kereszténységnek ekkor kialakuló nagy ága a protestantizmus. A reformáció egyes irányzatainak szétválása a különböző protestáns egyházak, felekezetek kialakulásához, majd megerősödéséhez vezetett. Ezek közül az evangélikus egyház (más néven lutheránus egyház) és a református egyház a legismertebbek.

## Az emlékév
A világ sok országában megünnepelték a reformáció kezdetét mint egy olyan változás elindítását, melynek a modern korra is kihatása van.
A reformáció elindulásának hazájában, Németországban, 2016. október 31-én, a reformáció napján kezdődött az emlékév. A rendezvénysorozatot Joachim Gauck szövetségi elnök nyitotta meg Berlinben.

## Az emlékév Magyarországon
2013. október 29-én a magyar kormány a Reformáció Emlékbizottság létrehozásáról döntött. A Bizottság célja a reformáció 500. évfordulóját méltó módon megünnepelni: olyan programokkal, aktivitásokkal megemlékezni, melyek lehetőleg mindenkivel megismertetik, hogy hogyan hozott létre új kezdetet a reformáció Európában és Magyarországon, és hogyan tud a kultúrától a gazdaságig ma is folyamatos megújulást hozni.
2015-ben és 2016-ban, az emlékévet előkészítő két esztendőben hatszáz programot, projektet valósítottak meg összesen egymilliárd forintból, a 2017-es emlékév négyszáz programjára újabb egymilliárd forintot költöttek.

### A Bizottság állandó tagjai
- Orbán Viktor, miniszterelnök – a Bizottság elnöke
- Balog Zoltán, emberi erőforrások minisztere– a Bizottság ügyvezető elnöke
- Kövér László, az Országgyűlés elnöke
- Lázár János, Miniszterelnökséget vezető miniszter
- Hafenscher Károly, a Reformáció Emlékbizottság munkájának segítéséért felelős miniszteri biztos
- Soltész Miklós, egyházi, nemzetiségi és civil társadalmi kapcsolatokért felelős államtitkár
- Bogárdi Szabó István, a Magyar Református Egyház Zsinatának lelkészi elnöke, püspök
- Gáncs Péter, a Magyarországi Evangélikus Egyház elnök-püspöke
- Bábel Balázs, a Magyar Katolikus Püspöki Konferencia tagja, kalocsa-kecskeméti érsek
- Prőhle Gergely, a Magyarországi Evangélikus Egyház országos felügyelője
- Köntös László, a Pápai Református Gyűjtemények igazgatója
- Dienes Dénes, a Sárospataki Református Kollégium Tudományos Gyűjteményeinek igazgatója
- Csomós József, a Tiszáninneni Református Egyházkerület püspöke
- Fabiny Tamás, az Északi Evangélikus Egyházkerület püspöke
- Kovács Eleonóra, a Magyarországi Evangélikus Egyház Gyűjteményi Tanácsának elnöke
- Papp János, a Magyarországi Baptista Egyház elnöke
- Kató Béla, az Erdélyi Református Egyházkerület püspöke
- Fischl Vilmos, a Magyarországi Egyházak Ökumenikus Tanácsának főtitkára
- Vass Zoltán, torontói református lelkész

### AReformáció 500nagykövetei
A reformáció 500. évfordulóját ünneplő emléksorozat nagykövetei Gundel Takács Gábor és Bényi Ildikó televíziós műsorvezetők voltak, akik a reformáció máig ható értékeire hívják fel a figyelmet.

### Az emlékév jelmondata
Az emlékév jelmondata: „A megújulás lendülete”, ami a reformációban gyökerező örökös változás értékét hangsúlyozza.

### Az emlékév programjai
Az emlékévben közel négyszáz programot szervezett, illetve támogatott a Reformáció Emlékbizottság.
Az emlékév országos megnyitó ünnepségét 2017. január 6-án, vízkereszt ünnepén tartották a budapesti Művészetek Palotájában.
A központi programok között szerepelt a Messiás.ma című szcenírozott előadás, mely Georg Friedrich Händel Messiás című oratóriumának rockváltozata.
A budapesti Kálvin téren 2017 áprilisában egy 95 térkőből álló köztéri installációt helyeztek el. Az egyes köveken a reformáció valamelyik meghatározó alakjától és egy magyar írótól származó gondolatok voltak olvashatók.
Augusztus 24. és 27. között Wittenbergben magyar napokat rendeztek, ahol konferenciával, kiállítással, hangversennyel és más színes programokkal mutatkozott be a magyarországi reformáció.
Október 5-én az Országház felsőházi termében reformáció-emlékülést tartottak, október 13-án pedig közös zsinati ülést rendezett a két nagy protestáns egyház.
A budapesti kerületei programok között október 29-én XVI. kerületében új emlékművet avattak. R. Törley Mária szobrászművész alkotása Kálvin Jánost, Luther Mártont és Bocskai Istvánt ábrázolja, közepén pedig egy 3 méter ármérőjű kút található, ami a magyar kulturális és történelmi gyökerek tiszteletben tartását, valamint a folyamatos megújulás szükségességét szimbolizálja. Ezzel egy időben a szoborcsoportot körülvevő 12 ezer négyzetméteres parkosított területen került kialakításra a Reformátorok tere is, ahonnan a Gellérthegyével azonos magasságból gyönyörű kilátás nyílik a fővárosra.
A reformáció emlékévének legnagyobb ünnepsége, egy összművészeti program október 31-én, a reformáció napján volt a Papp László Budapest Sportarénában.